# Ikuko Kato
Ikuko Kato es una deportista japonesa que compitió en natación sincronizada. Ganó una medalla de bronce en el Campeonato Mundial de Natación de 1991, en la prueba de equipo.

## Palmarés internacional
| Campeonato Mundial | Campeonato Mundial | Campeonato Mundial | Campeonato Mundial |
| Año                | Lugar              | Medalla            | Prueba             |
| ------------------ | ------------------ | ------------------ | ------------------ |
| 1991               | Perth (Australia)  | Medalla de bronce  | Equipo             |